# 聖何塞 (科潘省)
聖何塞（西班牙語：San José），是洪都拉斯的城鎮，位於該國西部，由科潘省負責管轄，始建於1890年3月7日，面積64.2平方公里，海拔高度798米，2001年人口5,255，人口密度每平方公里81.85人。